# Batrachedra epixantha
Batrachedra epixantha là một loài bướm đêm thuộc họ Blastobasidae. Nó được tìm thấy ở Úc.